# 山本忠興

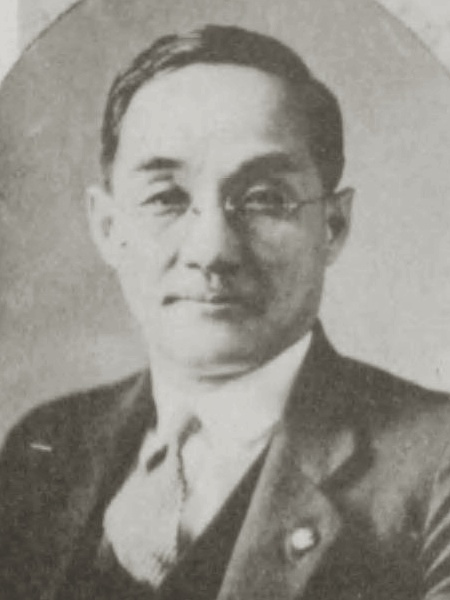
山本忠興

山本 忠興（やまもと ただおき、1881年（明治14年）6月25日 - 1951年（昭和26年）4月21日）は、日本の電気工学者、発明家、教育者。

## 略歴
高知県香美郡岩村（現南国市金地）出身。政治家山本忠秀の長男として生まれるが、母親の山本さがは入籍前に死去したため、忠秀の養子として育てられる。 1893年（明治26年）高知県尋常中学校進学、野球やボートなどスポーツに取り組み、英語や体操は得意だったが、数学や図画は不得意だった。1898年（明治31年）同校を首席で卒業し上京、1899年（明治32年）9月第一高等学校入学、剣道や野球、ボートの選手として活躍する。1902年（明治35年）9月東京帝国大学工科大学電気工学科入学、在学中に植村正久の指導でキリスト教に入信｡1905年（明治38年）同大学を卒業、芝浦製作所（現東芝）に入所。1907年（明治40年）9月11日に土田綾子と結婚し、後に3男3女を授かる。1909年（明治42年）4月から2年間、ドイツや米国などの欧米に留学し、ドイツ・バーデン大公国カールス・ルーエ市工科大学のアルノルト教授やアメリカ・ニューヨーク州スケネクタディ市ジェネラル電気会社スタインメッツ教授から電気機械設計を学んだ。
1912年（明治45年）6月に帰国し、同年7月に芝浦製作所の技術部製図係主任に就任。その後、叔父である竹内明太郎が新設に尽力した早稲田大学理工科に招かれ、1912年(大正元年)9月教授に就任。1916年(大正5年)8月、逓信省電気事業主任技術者検定委員に就任。1917年(大正6年)7月16日、工学博士の学位を取得。1922年（大正10年）に早稲田大学理工学部長に就任、電気工学科教務主任も歴任した。1923年（大正12年）4月、鉄道省教習所講師に就任。
電気機械の発明者として知られ、とくに機械式（機械式走査方式）のテレビジョン研究が有名で、1928年（昭和3年）に川原田政太郎とともに研究に着手、翌年の1929年（昭和4年）映像の出力に成功、2年後の1930年（昭和5年）3月17日には東京朝日新聞大公会堂にて、テレビジョンによる1.5m角の画面に受像する公開実験に成功した。同年12月11日、この発明により十大発明家の一人として宮中賜餐の栄に浴した。1931年(昭和6年)に昭和5年度の朝日賞を受賞。山本と川原田のテレビジョン研究は1937年頃まで続いた。1932年（昭和7年）10月には、発明奨励委員に就任している。1940年（昭和15年）5月には工業所有権利制度調査委員会委員に、翌年の1941年（昭和16年）4月には学術研究会議議員に、1946年（昭和21年）3月には学術研究会議学術文献調査研究特別委委員会委員に、それぞれ就任している。同年9月には文部省社会教育委員に、翌年の1947年（昭和23年）2月には文部省社会局職業教育委員会委員と外務省主管日本代表学術文献目録監修に、それぞれ就任する。同年9月には文部省社会局通信教育委員に就任している。1944年（昭和19年）2月11日、電気工業に関する発明および改良等の功績により、藍綬褒章を授与されている。
1934年（昭和9年）に早稲田大学を辞任し、7月に日本基督教青年会同盟委員長を務める。翌年の1935年（昭和10年）9月に私立早稲田国際学院長に就任し、12月には内閣調査局専門委員を務めた。1937年（昭和12年）10月4日に臨時電力調査会委員に就任し、1938年（昭和13年）2月に東京基督協会青年会理事、4月には電力審議会委員に就任した。1943年（昭和18年）5月、再び早稲田大学理工学研究所所長に就任する。1944年（昭和19年）5月1日には早稲田大学の名誉教授を授与される。さらに1933年（昭和9年）4月に日本聾話学校長、1937年（昭和12年）12月12日には東京女子大学理事長、1944年（昭和19年）4月には久我山電波工業専門学校長などを兼務、そのほか1925年（大正14年）4月には日本日曜学校協会会長に、1928年（昭和3年）7月には世界日曜学校協会副会長に就任した。また、1946年（昭和21年）8月には国際基督教大学建設委員会中央委員長、1948年（昭和23年）5月には同学園理事長、翌年の1949年（昭和24年）9月には評議員会会長などを歴任し、国際基督教大学の創立に尽力。
スポーツ指導者としても、1932年（昭和7年）12月に、体育審議会委員に就任し、早稲田大学野球部や早稲田大学競走部の部長（1917年(大正6年)7月就任）、1931年（昭和6年）4月に早稲田大学体育会長、1927年（昭和2年）4月には学生陸連会長、1932年（昭和7年）の第10回ロサンゼルスオリンピックの陸上監督、1928年アムステルダムオリンピックの日本選手団や1935年の世界学生選手権大会の総監督、終戦後の1945年（昭和20年）12月には学生陸連会の顧問などを務め、足跡を残した。
1950年（昭和25年）4月3日に日本医科大学第一病院に入院し手術を受けるが、翌年の1951年（昭和26年）4月21日、69歳で病死する。同日、勲三等瑞宝章を授与。同年4月24日に富士見町教会で葬儀が行われ、同年9月21日に雑司ヶ谷霊園に埋葬される。

## その他
- 1922年に電化住宅（電気の家）を自邸として建設した。設計はいとこの山本拙郎。[要出典]
- 早稲田大学の教授時代に、後のソニー創業者となる井深大が師事していた[3]。

## 著書

### 単著
- 『子供電気学』興文社・文藝春秋社〈小学生全集 第57巻〉、1929年6月。
- 『電気機械』 上巻、大同評論社〈綜合工学全集 16〉、1929年8月。
- 『電気機械』 下巻、大同評論社〈綜合工学全集 17〉、1929年10月。
- 『電気機械』 上巻、誠文堂工学全集刊行会、1931年9月。
- 『電気機械』 下巻、誠文堂工学全集刊行会、1931年12月。
- 『日本日曜学校史』日曜世界社、1931年10月。
  - 『日本日曜学校史』日曜世界社、1941年10月。
  - 『日本日曜学校史』大空社〈日本教育史基本文献・史料叢書 59〉、1998年12月。ISBN 9784872366594。
- 『新制物理学教科書』日本教科書刊行会、1932年9月。
- 『青年と立志』社会教育協会〈民衆文庫 第125篇〉、1937年7月。
- 『新入学生に対する訓示』早稲田大学、1938年4月。

### 監修
- 『詳解スポーツ用語辞典』実業之日本社、1931年10月。

### 共編著
- 山本忠興、谷津善次郎、大工原銀太郎『科学と信仰』日本基督教興文協会〈伝道叢書 第15〉、1916年12月。
- 山本忠興、小川芳太郎『電気工学大意・練習問題解説』アルス〈アルス機械工学大講座 第15巻〉、1935年10月。
- 山本忠興・川原田政太郎編 編『テレビジョン』誠文堂新光社、1936年9月。
- 山本忠興、川原田政太郎『変圧機・誘導電動機』早稲田大学出版部〈早稲田電気工学講義 7〉、1937年10月。